# Семейство Хираямы
Семейства Хираямы — это группы астероидов, имеющих сходные друг с другом элементы орбит, такие как большая полуось, эксцентриситет и наклон орбиты. Считается, что каждое из семейств образовалось в результате разрушения крупного родительского астероида, а все члены семейства являются фрагментами этого астероида и, как следствие, обладают близкими друг к другу динамическими характеристиками.
Строго говоря, семейства и входящие в них астероиды определяются на основе анализа собственных элементов орбиты, а не текущих оскулирующих орбитальных элементов, которые непрерывно меняются в масштабах порядка нескольких тысяч лет. Собственные орбитальные элементы основываются на постоянных элементах движения, которые, как полагают, остаются неизменными в течение десятков миллионов лет.
Эта группа семейств получила своё имя в честь японского астронома Киёцугу Хираямы (1874-1943), который в 1918 году первым открыл существование семейств среди астероидов и выявил пять наиболее крупных из них: 
- семейство Корониды,
- семейство Эос,
- семейство Фемиды,
- семейство Флоры,
- семейство Марии.